# Sê Valente
"Sê Valente" é o terceiro single do cantor brasileiro Marcos Almeida, lançado em janeiro de 2016 pela gravadora Onimusic e parte do álbum Eu Sarau - Parte 1.
Escrita pelo cantor, "Sê Valente" foi divulgada com antecedência por Marcos Almeida. Escolhida como single, seu download foi liberado pela gravadora Onimusic em janeiro. Após um período promocional para download do público, a canção foi publicada nas plataformas digitais juntamente com o álbum.
Marcos Almeida também produziu um lyric video para a música. Nesta produção, a música foi cortada para quase quatro minutos de duração e teve direção de Matheus Ávila.